# Janez Vajkard Valvasor
Janez Vajkard Valvasor ou Johann Weikhard baron von Valvasor, baron de Gallenegg et Neudorff, seigneur de Wagensperg et Liechtenberg, baptisé le 28 mai 1641 et décédé le 19 septembre 1693 était un noble autrichien, érudit et polymathe, et membre de la Royal Society, qui se considérait comme « soldat » de profession.

## Biographie

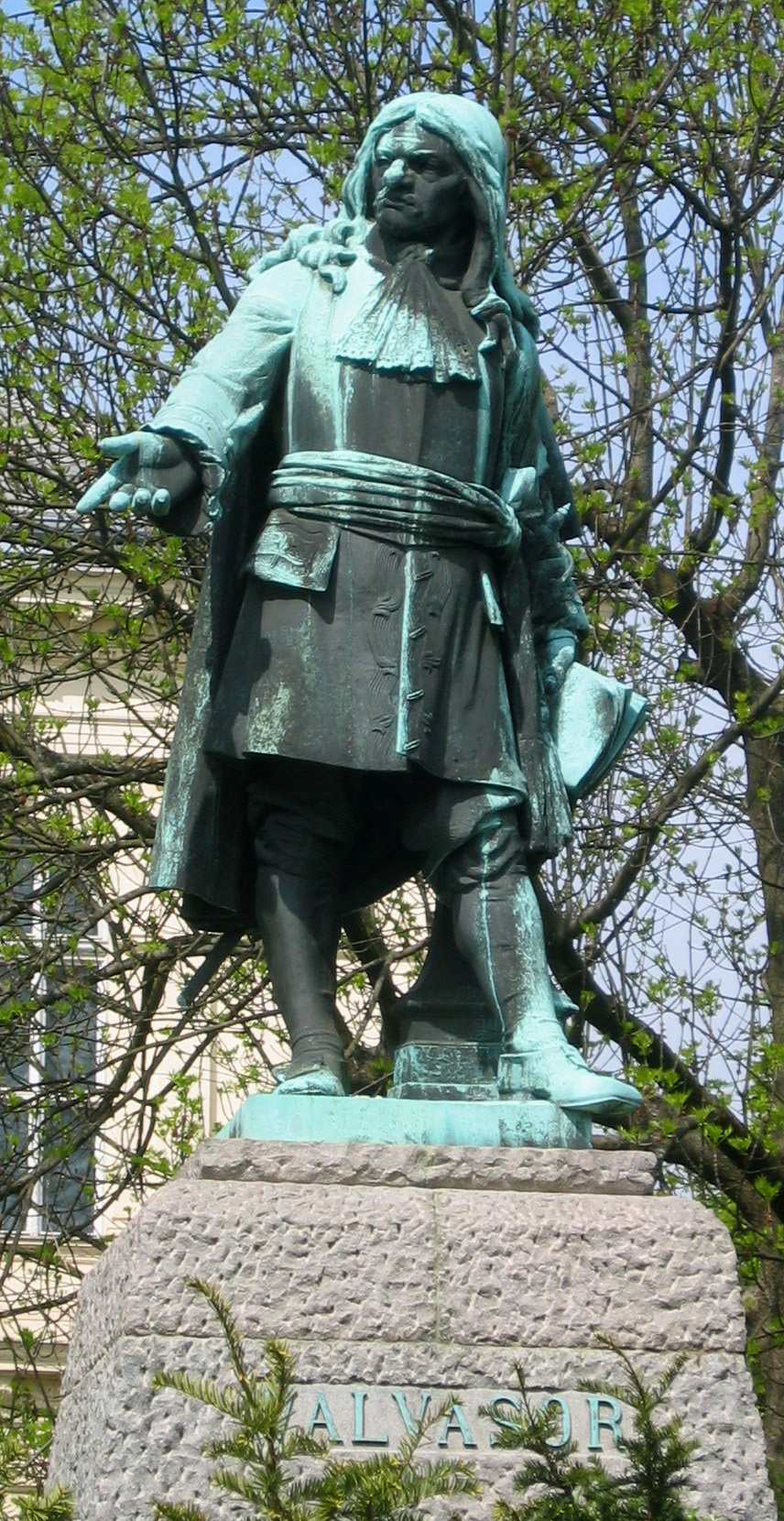
Statue de Valvasor par Alojz Gangl devant le Musée national de Slovénie.

Ni la date exacte ni le lieu de sa naissance sont connus, mais son baptême ayant été enregistré à l’église Saint-Nicolas de Ljubljana, il semble très probable qu'il y soit né, du moins en Carniole en mai 1641. Il est le douzième enfant de Jernej Valvasor (en allemand le prénom est orthographié Bartholomäus) et d'Ana Marija b. Ravbar (Anna Maria baronne von Rauber), qui possédaient à la fois le château de Gallenegg, résidence familiale située à Izlake mais également une maison de ville à Ljubljana, à « Alter Markt » (le « Vieux Marché »), aujourd'hui au no 4 Stari trg. Janez Valvsor eut pour parrains le baron Konrad Ruess von Ruessenstein de Strmol (Stermol) et Regina Dorothea Rasp de Krumperk (Kreutberg).
Valvasor perd son père à l'âge de dix ans. Il fréquentait alors déjà l'école jésuite de Ljubljana, d'où il sort diplômé en 1658 à l'âge de dix-sept ans. Mais plutôt que continuer ses études dans une université il décide d'élargir ses horizons en rencontrant des savants lors d'un voyage à travers l'Europe. Ce voyage dure quatorze ans et l'a mené jusque dans le nord de l'Afrique. Durant cette période, il rejoint l'armée dans la Longue Guerre contre l'empire ottoman (1593-1606), se rendant ainsi étroitement informé des conditions dans les confins militaires de Croatie.
Peu après s'être marié à Anna Rosina Grafenweger en 1672, il acquiert le château de Bogenšperk (Wagensberg) près Litija (Littai), où il monte un atelier d'écriture, de dessin et d'impression. Valvasor dépense une fortune dans la publication de ses livres, si bien que vers la fin de sa vie, ses dettes le forcent à vendre le château de Bogenšperk, sa vaste bibliothèque et sa collection d'estampes. En 1690, Aleksandar Ignacije Mikulić, l'évêque de Zagreb, achète sa bibliothèque, ainsi que quelque 7 300 dessins graphiques, et transfère le tout en Croatie, où la collection fait maintenant partie de la Metropolitana, bibliothèque de l'archevêché de Zagreb, appartenant elle-même désormais aux Archives Nationales de Croatie.

## Travail
Valvasor fut un pionnier de l'étude des phénomènes karstiques. Selon la proposition d'Edmond Halley, qui était non seulement astronome mais également géophysicien, et grâce à son traité détaillé sur l'hydrologie du lac intermittent de Cerknica il devient membre de la Royal Society de Londres le 14 décembre 1687. Voici comment la Société royale décrit sa « carrière » :
« Prit part à la campagne turque (1663-1664), a voyagé en France, en Italie et en Afrique, collectionné les livres, estampes, monnaies et instruments ; a démarré un atelier de gravure sur cuivre (1678), a combattu contre les Turcs (1685). »
Son œuvre la plus importante reste La Gloire du Duché de Carniole (titre original : Die Ehre dess Hertzogthums Craine), publié en 1689 en 15 tomes, totalisant 3532 pages et comprenant 528 illustrations et 24 annexes, où il décrit les terres slovènes de l'époque et où l'on retrouve la première mention écrite du protée anguillard.
Valvasor meurt en septembre 1693 à Krško (en allemand : Gurkfeld), et est enterré dans le tombeau familial à Izlake.

## Liste partielle de ses publications
- Dominicae passionis icones , 1679, réédité en 1970
- Topographia arcium Lambergianarum  id est arces, castella et dominia in Carniolia habita possident comites a Lamberg; Bagenspergi (Bogenšperg), 1679, réédité en 1995
- Topographia Archiducatus Carinthiae modernae : das ist Controfee aller Stätt, Märckht, Clöster, undt Schlösser, wie sie anietzo stehen in dem Ertzhertzogthumb Khärnten; Wagensperg in Crain (Bogenšperg), 1681 ; Nürnberg, 1688
- Carniolia, Karstia, Histria et Windorum Marchia , Labaci (Ljubljana) 1681
- Theatrum mortis humanae tripartitum : figuris aeneis illustratum : das ist: Schau-Bühne des menschlichen Todts in drey Theil : mit schönen Kupffer-Stichen geziehrt vnd an Tag gegeben; Laybach, Saltzburg (Ljubljana, Salzburg); 1682
- Topographia Archiducatus Carinthiae antiquae & modernae completa : Das ist Vollkommene und gründliche Land - Beschreibung des berühmten Erz - Herzogthums Kärndten; Nürnberg 1688
- Opus insignium armorumque ... ;(1687-1688)
- (de) Die Ehre dess Hertzogthums Crain (La Gloire du Duché de Carniole) : das ist, Wahre, gründliche, und recht eigendliche Belegen- und Beschaffenheit dieses Römisch-Keyserlichen herrlichen Erblandes, Ljubljana, Laybach, 1689

## Hommages
- Une statue de Valvasor due à Alojz Gangl a été installée devant le Musée national de Slovénie, à Ljubljana.
- La place de la Révolution française à Ljubljana a porté le nom de place Valvasor entre 1892 et 1928.